# Balanophora laxiflora
Balanophora laxiflora är en tvåhjärtbladig växtart som beskrevs av William Botting Hemsley. Balanophora laxiflora ingår i släktet Balanophora och familjen Balanophoraceae. Inga underarter finns listade i Catalogue of Life.